# Ciudadela de Ancona

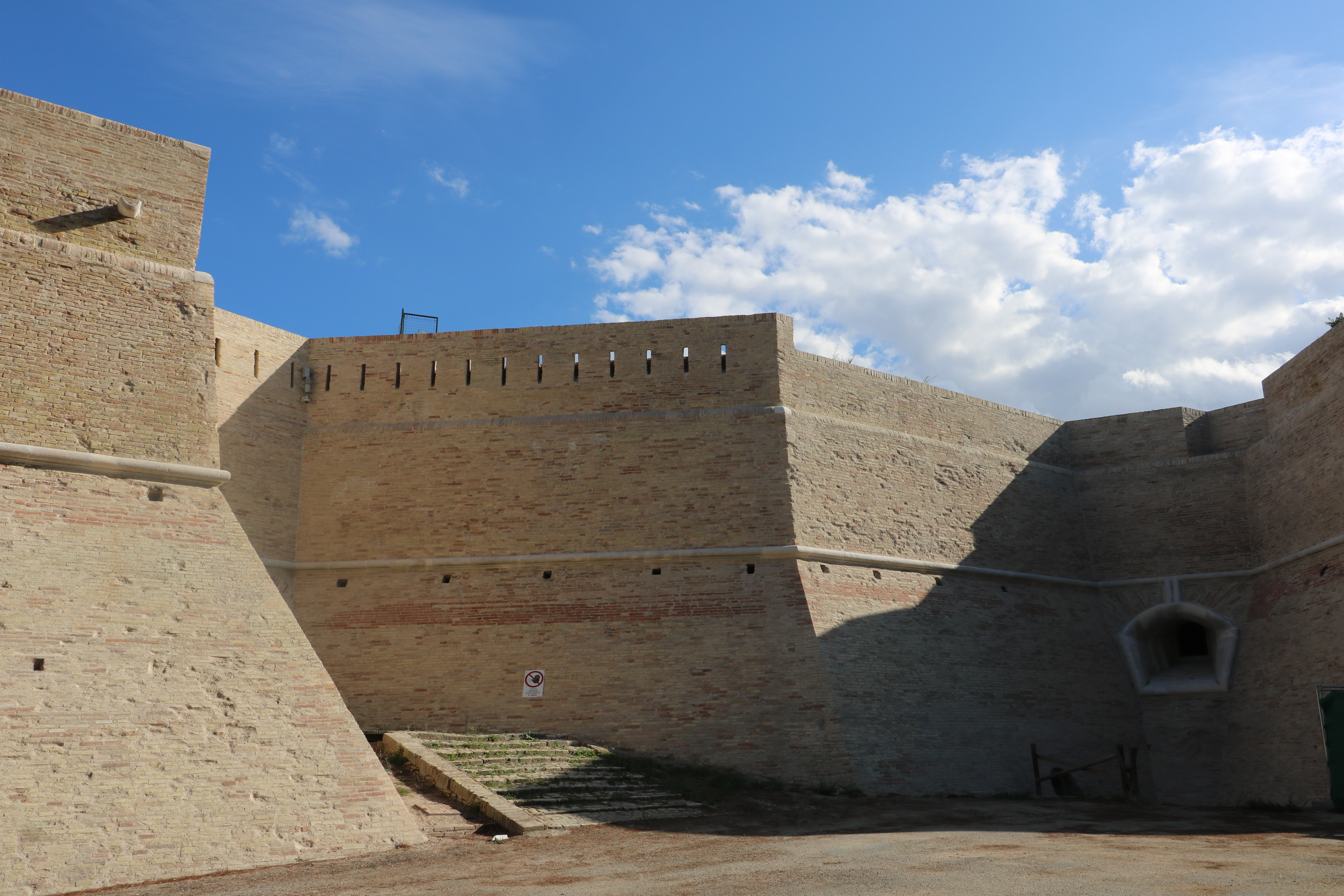
Muralla de la Ciudadela de Ancona

La ciudadela de Ancona es una importante fortificación abaluartada renacentista situada en el municipio de Ancona, provincia de Ancona, en la región de Las Marcas. Ocupa el alto de la colina de Astagno, en una posición panorámica que domina la ciudad y el puerto.

## Historia
Fue construido a partir de 1532 por el gran arquitecto Antonio da Sangallo el Joven, posiblemente con la colaboración de su asistente Antonio Labacco. El propio Sangallo el Joven también fue el arquitecto de la contemporánea Roca Paulina en Perugia y de la fortaleza de Basso en Florencia. Estas tres fortificaciones formaban el núcleo de la política del papa Clemente VII en Italia central, quien intentaba responder al saqueo de Roma, un evento que había debilitado su prestigio y su poder económico.
Las tres fortificaciones mencionadas tienen una importancia considerable en la historia de la ingeniería militar, ya que fueron uno de los primeros experimentos del frente de bastiones italiano, es decir, muros capaces de resistir armas de fuego; de hecho, las obras de Sangallo el Joven sirvieron de ejemplo para las fortificaciones de toda Italia y Europa. Sangallo también diseñó las nuevas murallas y el bastión que llevan su nombre en la cercana ciudad de Loreto, protegiendo la Basílica de la Santa Casa de Loreto.
Así pues, la ciudadela se construyó a expensas de los Estados Pontificios y fue aceptada por el municipio libre de Ancona, que esperaba que su presencia frustrara los ataques de los corsarios turcos. La nueva fortificación fue más bien una especie de «Caballo de Troya», que provocó el fin de la República Marítima de Ancona y su pase a los estados pontificios del papa Clemente VII.
La fortaleza tiene cinco baluartes llamados, en el sentido de las agujas del reloj a partir de la entrada, como la «Campana», el «Gregoriano», el «Giardino», la «Guardia» y la «Punta»; culmina en la «Torraccia», la torre del homenaje central, y bajo ella hay una red de pasadizos subterráneos que se extienden en varios niveles.

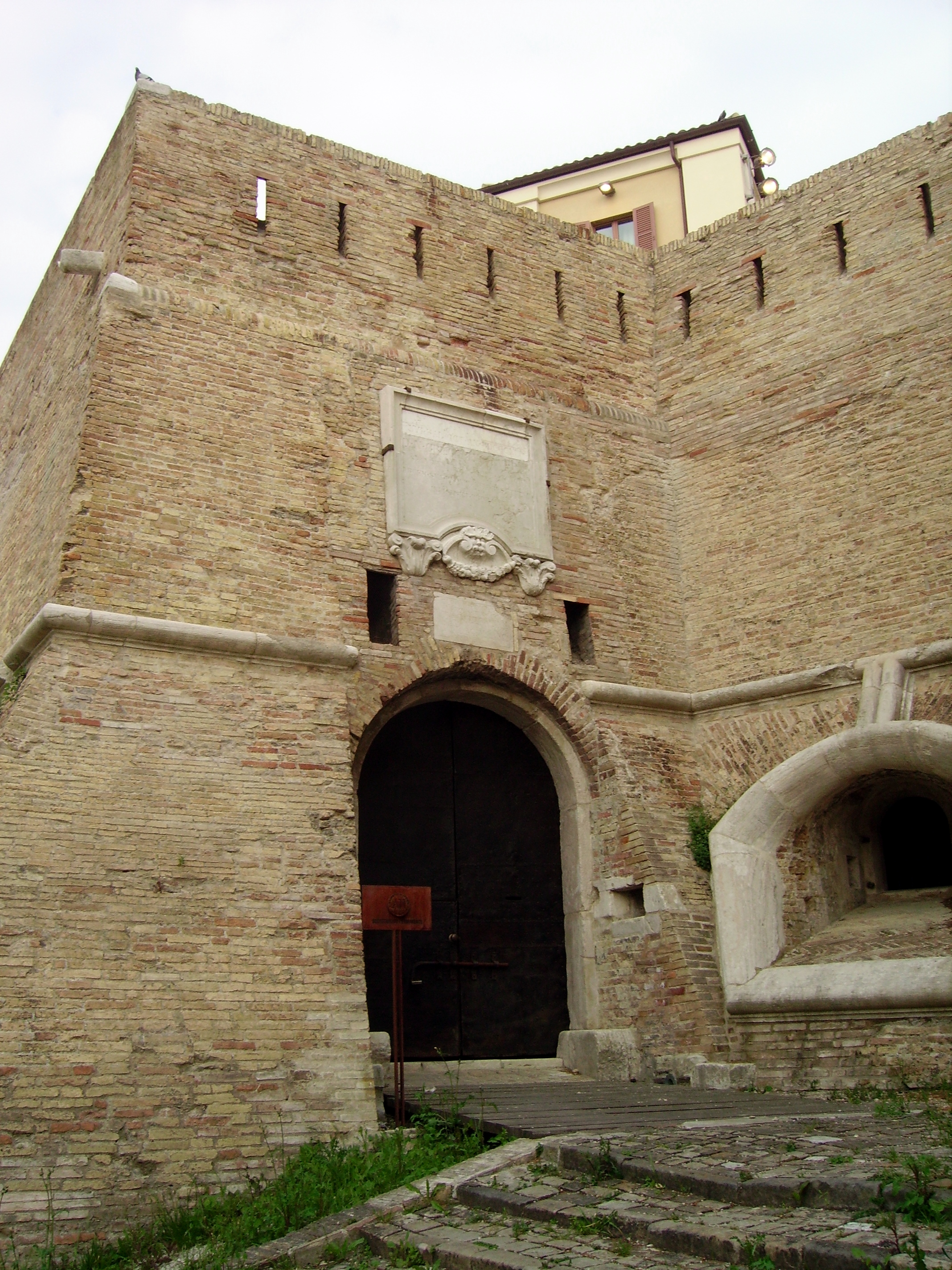
Entrada del bastión de la Guardia

Desde el punto de vista militar, la fortaleza desempeñó un papel importante en varios asedios, en particular: durante el asedio de 1799 por los franceses, que ocuparon Ancona contra las fuerzas austro-rusas-turcas; durante el asedio de 1849, cuando los patriotas del Risorgimento defendieron la ciudad contra las tropas austriacas; durante el asedio de 1860, apoyado por las tropas austriacas que defendían los dominios del papado contra las tropas del Piamonte.
Tras la unificación de Italia, después de 1860, cuando Ancona pasó a formar parte del Reino de Italia, se construyó una armería monumental en lo alto de la ciudadela para albergar los miles de fusiles necesarios para defender la ciudad, que acababa de ser declarada «fortaleza de primer orden» por Víctor Manuel II. Aún hoy se conservan los bastidores necesarios para guardar las armas, y la vista de conjunto es muy sugestiva.
Tras el terremoto de 1972, la poderosa fortificación, aún utilizada con fines militares, fue abandonada; siguieron más de tres décadas de abandono, durante las cuales las estructuras sufrieron daños, mientras que la zona adquiría un particular valor ambiental, con el surgimiento espontáneo de especies de matorral mediterráneo y alcornoques en las antiguas murallas.
En los años setenta se inauguró el Parque de la Ciudadela de Ancona -que no debe confundirse con la ciudadela-, ocupando la zona del campo atrincherado adyacente; entre el parque y la ciudadela se construyó una escalera metálica que la hizo accesible a la gente por vez primera. Al cabo de unos años, la escalera se cerró primero y se desmanteló después, dejando que la antigua fortificación se deteriorara.

## La ciudadela actualmente
En 2003, la ciudadela fue adquirida por la región de Las Marcas, que es su actual propietaria. Se emprendieron obras de restauración. Sin embargo, sólo se ha completado el bastión de la Guardia, que ahora es la sede de la Secretaría Permanente de la Iniziativa Adriatico Ionica («Iniciativa Adriático-Jónica»), cuyo objetivo es fomentar la colaboración entre Italia, Eslovenia, Croacia, Bosnia-Herzegovina, Serbia, Montenegro, Macedonia del Norte, Albania y Grecia, así como facilitar la entrada en la Unión Europea de los países balcánicos que aún están fuera de ella.
El resto de la antigua fortificación se encontraba en un avanzado estado de deterioro. En 2018, el alcalde de la ciudad firmó una orden declarando todo el complejo como inutilizable.
En julio de 2020, el presidente de la Región de Las Marcas, Luca Ceriscioli, anunció que la región asumiría la recuperación y reurbanización del complejo de la ciudadela de Ancona, incluida su compleja y fascinante red de túneles subterráneos. Este proyecto se enmarca dentro del plan operativo Turismo Cultural, gestionado por el Ministerio de Patrimonio Cultural.
El primer lote de trabajos contará con una financiación de tres millones de euros e incluirá la restauración del Bastión Campana, el Bastión Gregoriano, la Marciaronda y la Torraccia.
En marzo de 2023, comenzaron las obras de restauración y consolidación de las murallas exteriores, actualmente en una fase avanzada de ejecución. La financiación estatal asciende a aproximadamente 4 millones de euros, a los que se suman otros 3 millones aportados por el Consejo Regional.
Estos fondos permitirán la restauración de los edificios, los túneles y todas las murallas circundantes. Posteriormente, se han llevado a cabo otros trabajos en todo el conjunto monumental. Al inicio del proyecto, grupos de protección de la naturaleza solicitaron que se preservara el patrimonio arbóreo y los arbustos del monumento.

## Galería

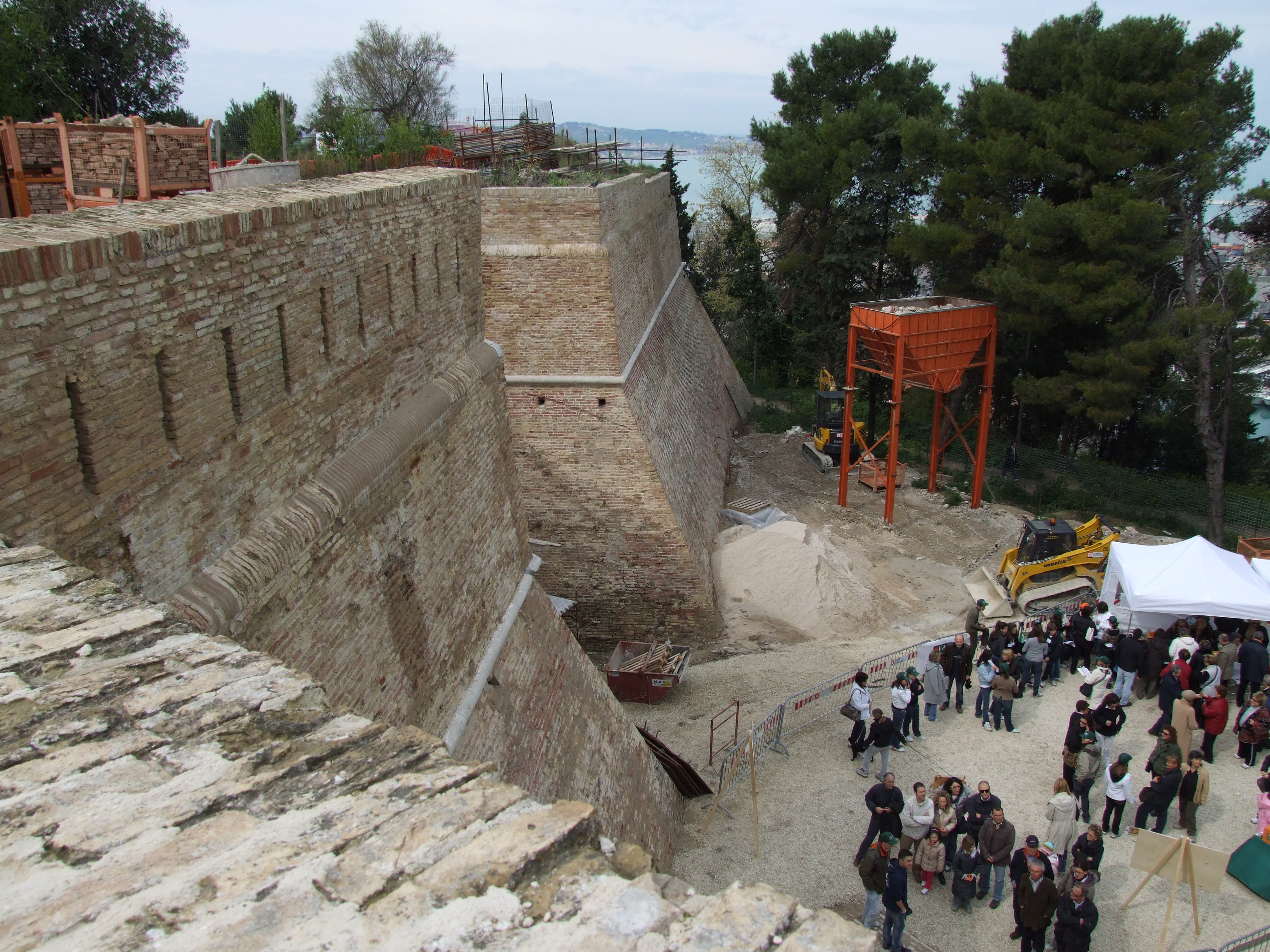
Los trabajos de restauración.
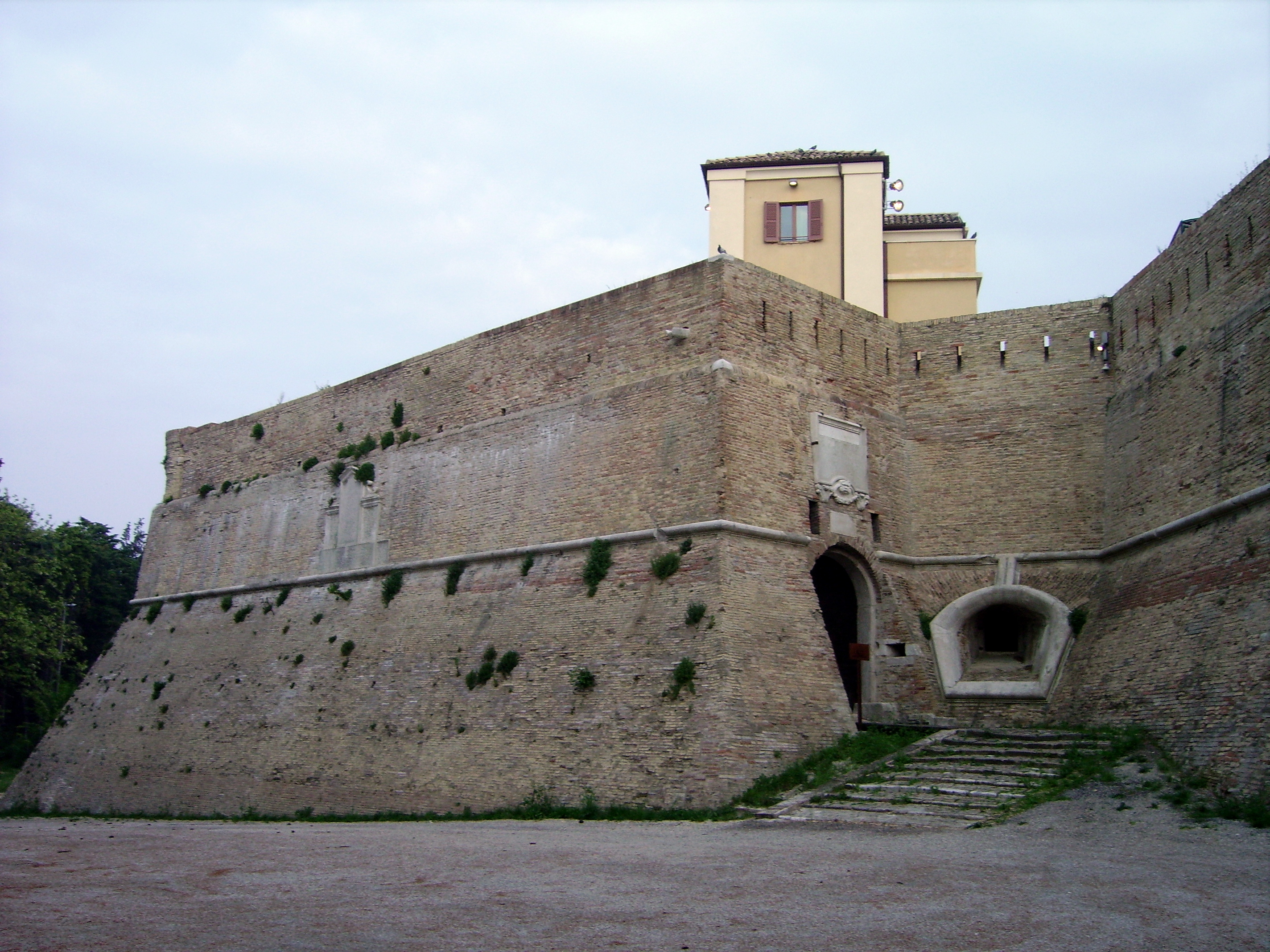
Un bastión.
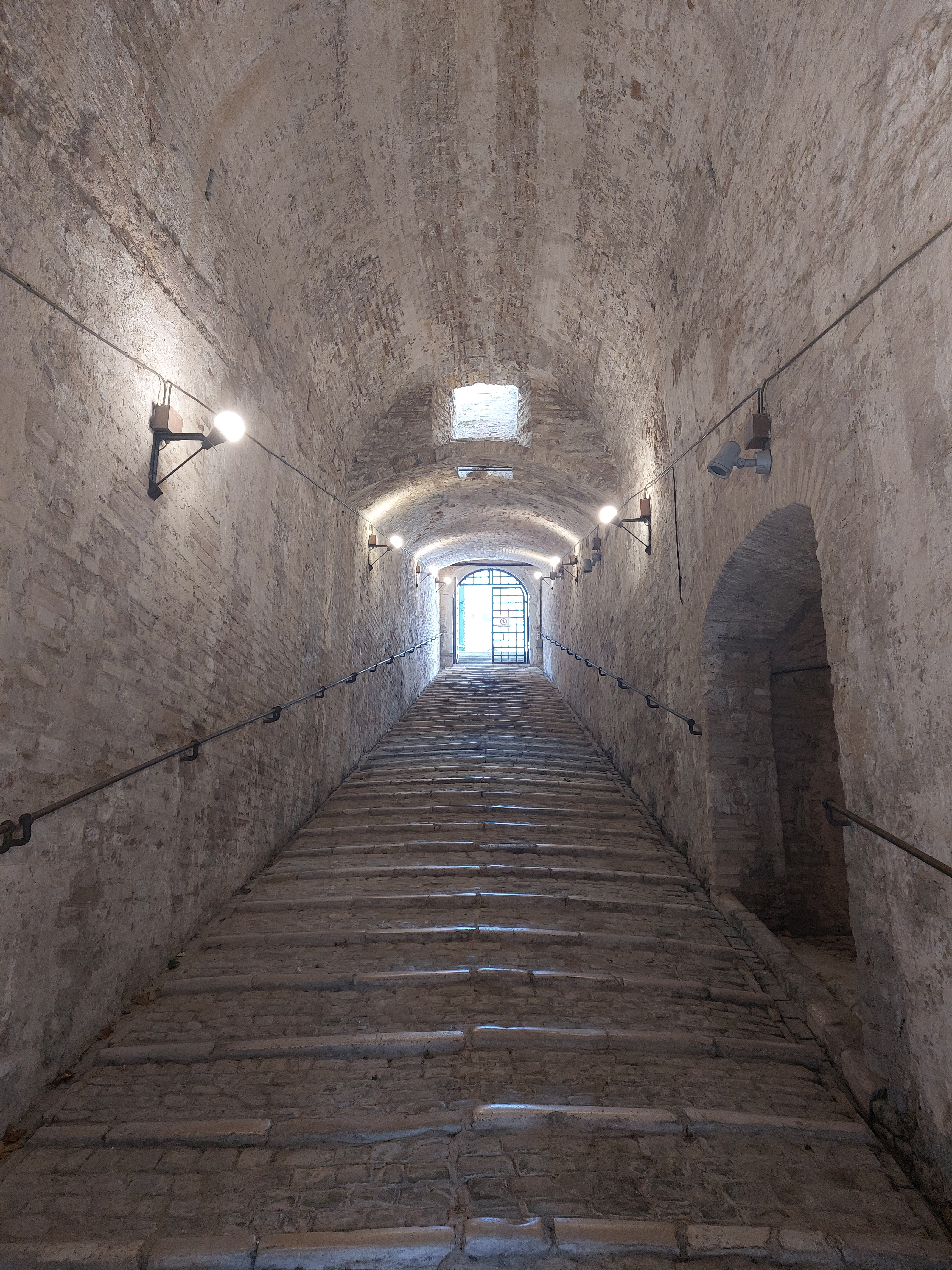
Pasillo interior.
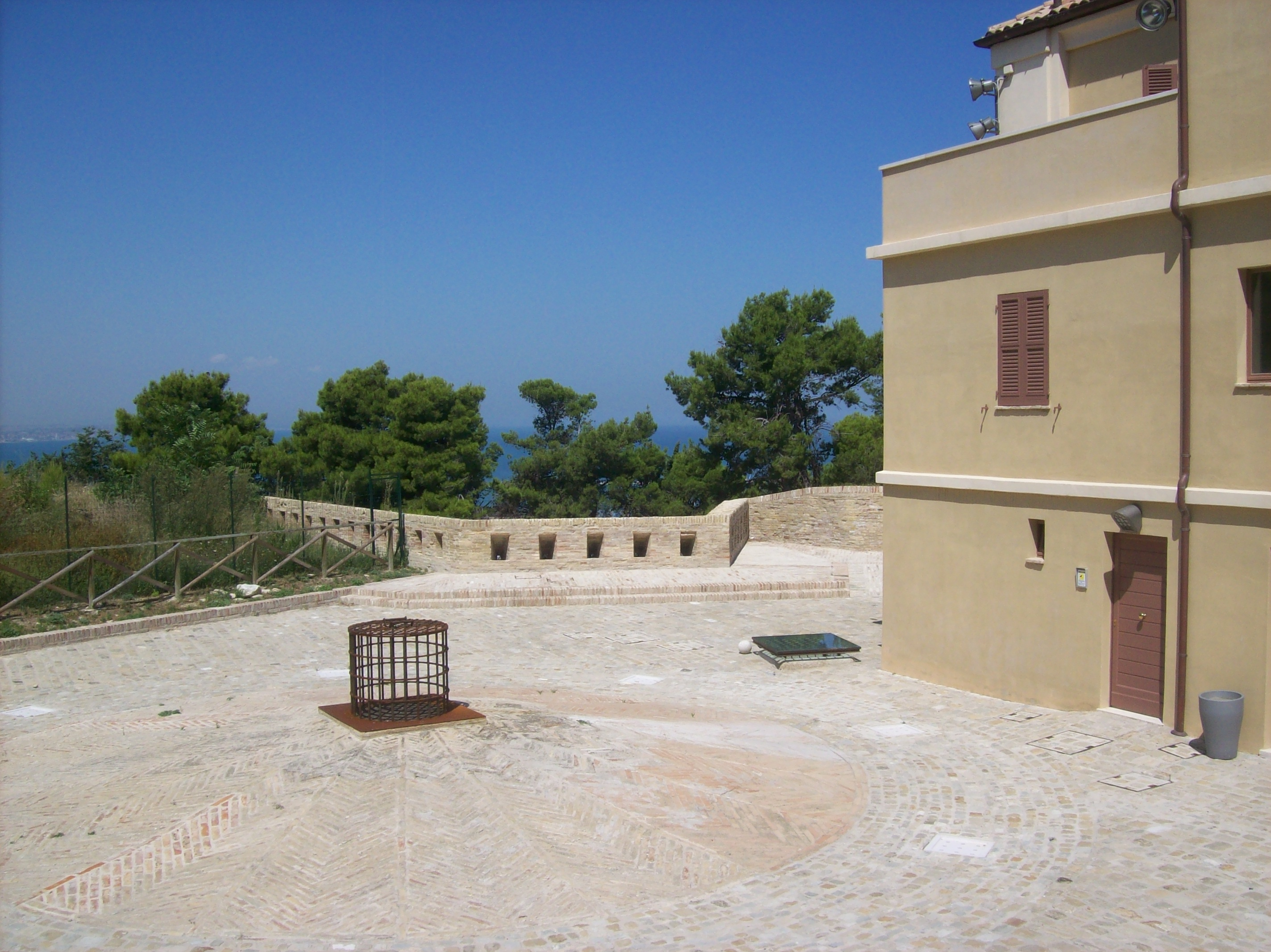
Esplanada.